# Адликон-бай-Андельфинген
Адликон-бай-Андельфинген (нем. Adlikon bei Andelfingen) — населённый пункт в Швейцарии, входит в состав коммуны Андельфинген округа Андельфинген в кантоне Цюрих.
Население на 31 декабря 2021 года составляло 716 человек. До 2022 года был самостоятельной коммуной. 1 января 2023 года присоединён к коммуне Андельфинген.